# Vrindavana Dasa Thakura
Vrindavana Dasa Thakura o Brindaban Das (Mamgachi, 1507 – 1589) è stato l'autore della Chaitanya Bhagavata, la prima biografia completa di Caitanya Mahaprabhu scritta in lingua bengalese.

## Biografia
Vrindavana Dasa Thakura nacque a Mamgachi nel Nabadwip, un'area del Bengala occidentale. Sua madre era Narayani, nipote di Srivasa Pandita, una seguace diretta di Caitanya Mahaprabhu. Il padre di Vrindavana Dasa, Vaikunthanatha Vipra, era di Sylet nel Bengala orientale. Tuttavia si narra che il padre sia morto prima della sua nascita e che la madre, di conseguenza, si sia trasferita nella casa di Srivasa a Mayapur. In gioventù Vrindavana Dasa prese l'iniziazione da Nityananda, uno dei principali associati di Chaitanya Mahaprabhu risultando, apparentemente, l'ultimo discepolo che lo stesso Nityananda accettò.

## Chaitanya Bhagavata
Nel 1535 Vrindvana Dasa scrisse la Chaitanya Bhagavata, biografia di Caitanya Mahaprabhu. Inizialmente la Chaitanya Bhagavata fu chiamata Chaitanya Mangala. Tuttavia anche il poeta Lochana Dasa scrisse un'opera con questo titolo. Di conseguenza i principali esponenti Vaishnava di Vrindavana lo incontrarono convenendo con lui che d'ora in poi il libro si sarebbe chiamato Chaitanya Bhagavata e che il titolo dell'opera di Lochana Dasa sarebbe rimasto Chaitanya Mangala.

## Elogio di Vrindavana Dasa
Vrindavana Dasa è considerato dai Vaishnava Gaudiya come il Vyāsa dei passatempi di Chaitanya, dal momento che è stato il primo a rivelare che Chaitanya Mahaprabhu era Dio stesso e non soltanto una sua incarnazione. Sembrerebbe che la Chaitanya Bhagavata sia sta l'unica, grande opera di Vrindavana Dasa Thakura anche se esistono una serie di scritti, a lui attribuiti, sui quali non esiste conferma del reale autore.